# Adam Dzienis
Adam Dzienis (ur. 1974) – polski aktor.

## Życiorys
Ukończył studia na Wydziale Aktorskim Akademii Teatralnej w Warszawie w 1997 roku. Występował w Teatrze Narodowym w Warszawie, Teatrze Miejskim w Gdyni, Teatrze Dramatycznym im. A. Węgierki w Białymstoku.

## Wybrana filmografia
- Human Energy (2018) - scenariusz, reżyseria i montaż[1]
- Łossskot! (2006)
- Człowiek z cienia (1994)
- Ekstradycja (1996)
- Matka swojej matki (1996)
- Boża podszewka (1997)
- Klan (1997–2006)
- 13 posterunek (1998)
- Złotopolscy (1998–2006)
- Wyrok na Franciszka Kłosa (2000)
- Twarze i maski (2000) − informatyk naprawiający komputer pani Wiesi (odc. 8)
- Marszałek Piłsudski (2001)
- Rób swoje, ryzyko jest twoje (2002)
- Defekt (2003–2005)
- Na Wspólnej (2003–2006)
- Ubu Król (2003)
- Oficerowie (2006) − sprzedawca hot dogów (odc. 1)
- Mamuśki odc.1 (2007) jako Zieliński
- U Pana Boga w ogródku
- Krew z krwi (2012) − ochroniarz w aptece (odc. 6)